# Ruth Caudeli
Ruth Caudeli (nacida en Valencia) es una cineasta española, reconocida por dirigir las películas ¿Cómo te llamas? y Segunda estrella a la derecha.

## Biografía

### Primeros años y estudios
Caudeli nació en Valencia. Cursó estudios de dirección cinematográfica en la Escuela Superior de Cine y Audiovisuales de Cataluña y en la Universidad Pompeu Fabra. En 2010 dirigió su primer cortometraje, titulado Tarde, seguido de Dos maneras de morir un año después.

### Carrera
A mediados de la década de 2010, la cineasta se mudó a Colombia para continuar su carrera. Allí dirigió su ópera prima, el largometraje ¿Cómo te llamas? de 2018. La película fue producida por Ovella Brava Films, compañía fundada por Caudeli junto a la actriz colombiana Silvia Varón, quien ha protagonizado gran parte de sus producciones cinematográficas. Acto seguido dirigió los largometrajes Entre paredes, Aquí no hay señal marica y Eva menos Candela, siendo esta última una secuela de ¿Cómo te llamas?
Su segundo largometraje, Segunda estrella a la derecha, hizo parte de la selección oficial del Festival de Cine LGBTI de Boston y fue candidata al Premio Sebastiane Latino en el Festival de Cine de San Sebastián, ambos en 2019. En 2020 continuó su recorrido por festivales, haciendo parte del Festival Internacional de Cine de Palm Springs. Vinculada al teatro, ha dirigido además las obras El rey tuerto y Cupidmatch.com.

## Filmografía

### Cortometrajes
- 2010 - Tarde
- 2011 - Dos maneras de morir
- 2016 - Porque no
- 2017 - Entre paredes
- 2018 - Aquí no hay señal marica
- 2019 - Eva menos Candela
- 2019 - Ser real

### Largometrajes
- 2018 - ¿Cómo te llamas?
- 2020 - Segunda estrella a la derecha
- 2022 - Petit mal